# Бета (кратер)
Бета (англ. Beta) — небольшой марсианский ударный кратер, расположенный на плато Меридиана. Координаты кратера — 2°02′31″ ю. ш. 5°30′29″ з. д. / 2,0422000° ю. ш. 5,5080778° з. д.. Кратер был попутно осмотрен марсоходом «Оппортьюнити» 3-11 августа 2005 года (898—906 сол), во время того как он занимался изучением кратера Бигль. Диаметр кратера составляет порядка 10 метров. Вокруг и внутри кратера присутствует множество горной породы, которая была выброшена при ударе, сформировавший этот кратер. Кратер находится в 54 м восточнее от кратера Уэйко, в 31 м западнее кратера Бигль (совсем рядом с ним), и в 614 м севернее кратера Синкхол. Исследования кратера ограничились его визуальным осмотром (научной ценности не представлял).

Кратер Бета (выше центра), снятый с борта марсохода «Оппортьюнити» 5 августа 2006 года (900 сол). В левом верхнем углу виден кратер Уэйко.